# Hal K. Dawson
Hal K. Dawson (Rockville, 17 ottobre 1896 – Loma Linda, 17 febbraio 1987) è stato un attore statunitense.

## Filmografia parziale

### Cinema
- La moglie del nemico pubblico (Public Enemy's Wife), regia di Nick Grinde (1936)
- Ali sulla Cina (China Clipper), regia di Ray Enright (1936)
- La donna del giorno (Libeled Lady), regia di Jack Conway (1936)
- Un colpo di fortuna (Easy Living), regia di Mitchell Leisen (1937)
- Quei cari parenti (Danger - Love at Work), regia di Otto Preminger (1937)
- Una ragazza allarmante (Love and Hisses), regia di Sidney Lanfield (1937)
- Gateway, regia di Alfred L. Werker (1938)
- La vita di Vernon e Irene Castle (The Story of Vernon and Irene Castle), regia di H.C. Potter (1939)
- La rosa di Washington (Rose fo Washington), regia di Gregory Ratoff (1939)
- La via delle stelle (Star Dust), regia di Walter Lang (1940)
- Tre settimane d'amore (Week-End in Havana), regia di Walter Lang (1941)
- Il magnifico fannullone (The Magnificent Dope), regia di Walter Lang (1942)
- Samba d'amore (Greenwich Village), regia di Walter Lang (1944)
- Quella che non devi amare (Guest Wife), regia di Sam Wood (1945)
- Avventura in Brasile (Road to Rio), regia di Norman Z. McLeod (1947)
- Devi essere felice (You Gotta Stay Happy), regia di Henry C. Potter (1948)
- La Venere di Chicago (Wabash Avenue), regia di Henry Koster (1950)
- La città prigioniera (The Captive City), regia di Robert Wise (1952)
- Minnesota (Woman of the North Country), regia di Joseph Kane (1952)
- It Grows on Trees, regia di Arthur Lubin (1952)
- Park Row, regia di Samuel Fuller (1952)
- Sangue e metallo giallo (The Yellow Mountain), regia di Jesse Hibbs (1954)
- Mia moglie preferisce suo marito (Three for the Show), regia di H.C. Potter (1955)
- Il segno della legge (The Tin Star), regia di Anthony Mann (1957)
- 10 in amore (Teacher's Pet), regia di George Seaton (1958)
- Cord il bandito (Cattle Empire), regia di Charles Marquis Warren (1958)
- Il volto del fuggiasco (Face of a Fugitive), regia di Paul Wendkos (1959)
- Ragazzi di provincia (The Rat Race), regia di Robert Mulligan (1960)
- Airport, regia di George Seaton (1970)
- L'ossessa - I raccapriccianti delitti di Monroe Park (The Touch of Satan), regia di Don Henderson (1971)

### Televisione
- Le inchieste di Boston Blackie (Boston Blackie) – serie TV, episodio 1x06 (1951)
- The Whistler – serie TV, episodio 1x36 (1955)
- Topper – serie TV, 2 episodi (1954-1955)
- Scienza e fantasia (Science Fiction Theatre) – serie TV, episodio 1x06 (1955)
- Celebrity Playhouse – serie TV, episodio 1x11 (1955)
- Le avventure di Campione (The Adventures of Champion) – serie TV, episodio 1x03 (1955)
- The Gray Ghost – serie TV, episodio 1x20 (1957)
- The Restless Gun – serie TV, episodio 1x08 (1957)
- Sugarfoot – serie TV, episodio 1x04 (1957)
- General Electric Theater – serie TV, episodio 7x12 (1958)
- Mr. Lucky – serie TV, episodio 1x12 (1960)
- La valle dell'oro (Klondike) – serie TV, episodio 1x04 (1960)
- Ricercato vivo o morto (Wanted: Dead or Alive) – serie TV, episodio 3x08 (1960)
- The Tall Man – serie TV, 5 episodi (1961-1962)
- Ai confini della realtà (The Twilight Zone) – serie TV, episodio 3x20 (1962)
- The Dick Powell Show – serie TV, episodio 1x28 (1962)
- Selvaggio west (The Wild Wild West) – serie TV, episodio 4x08 (1968)
- Il virginiano (The Virginian) – serie TV, episodio 7x26 (1969)